# Walki o Nowomychajliwkę
Walki o Nowomychajliwkę – bitwa tocząca się od początku połowy października 2023 r. do połowy kwietnia 2024 r. między Siłami Zbrojnymi Ukrainy a wojskami Federacji Rosyjskiej o kontrolę nad miastem Nowomychajliwka.
Do walk strona rosyjska zaangażowała 7 brygad i samodzielnych pułków, a ukraińska obrona dysponowała dwiema brygadami. Walki pod Nowomychajliwką trwały równolegle do walk o Awdijiwkę, w stosunku do których były proporcjonalnie równie zaciekłe. Rosja straciła w walkach o Nowomychajliwkę ponad 300 pojazdów i ok. 13 tys. zabitych i rannych, zaś straty ukraińskie są nieznane, ale istotnie mniejsze. Ciężkie straty Rosjan jedynie opóźniły zajęcie Nowomychajliwki, które nastąpiło w połowie kwietnia 2024 r., a powodem wycofania sił ukraińskich były niedobory broni i amunicji. 
Po zdobyciu Nowomychajliwki Rosjanie kontynuowali ataki na północ, zachód i południe od miasta, ale postępy rosyjskie były mniejsze ze względu na poprawę zaopatrzenia wojsk ukraińskich w amunicję.